# Maffei 2
Maffei 2 — спиральная галактика, расположенная примерно в 10 млн св. лет в созвездии Кассиопеи. Галактики Maffei 1 и Maffei 2 были открыты астрономом Паоло Маффеи в 1968 г при наблюдении в инфракрасной части спектра. Галактика Maffei 2 находится в зоне избегания и на 99,5 % затемняется пересекающими луч зрения пылевыми облаками Млечного Пути, что затрудняет обнаружение Maffei 2 в оптической части спектра. Вскоре после обнаружения галактики её причислили к Местной группе галактик, но в настоящее время считается, что она принадлежит другой близкой группе галактик — группе IC 342/Maffei.

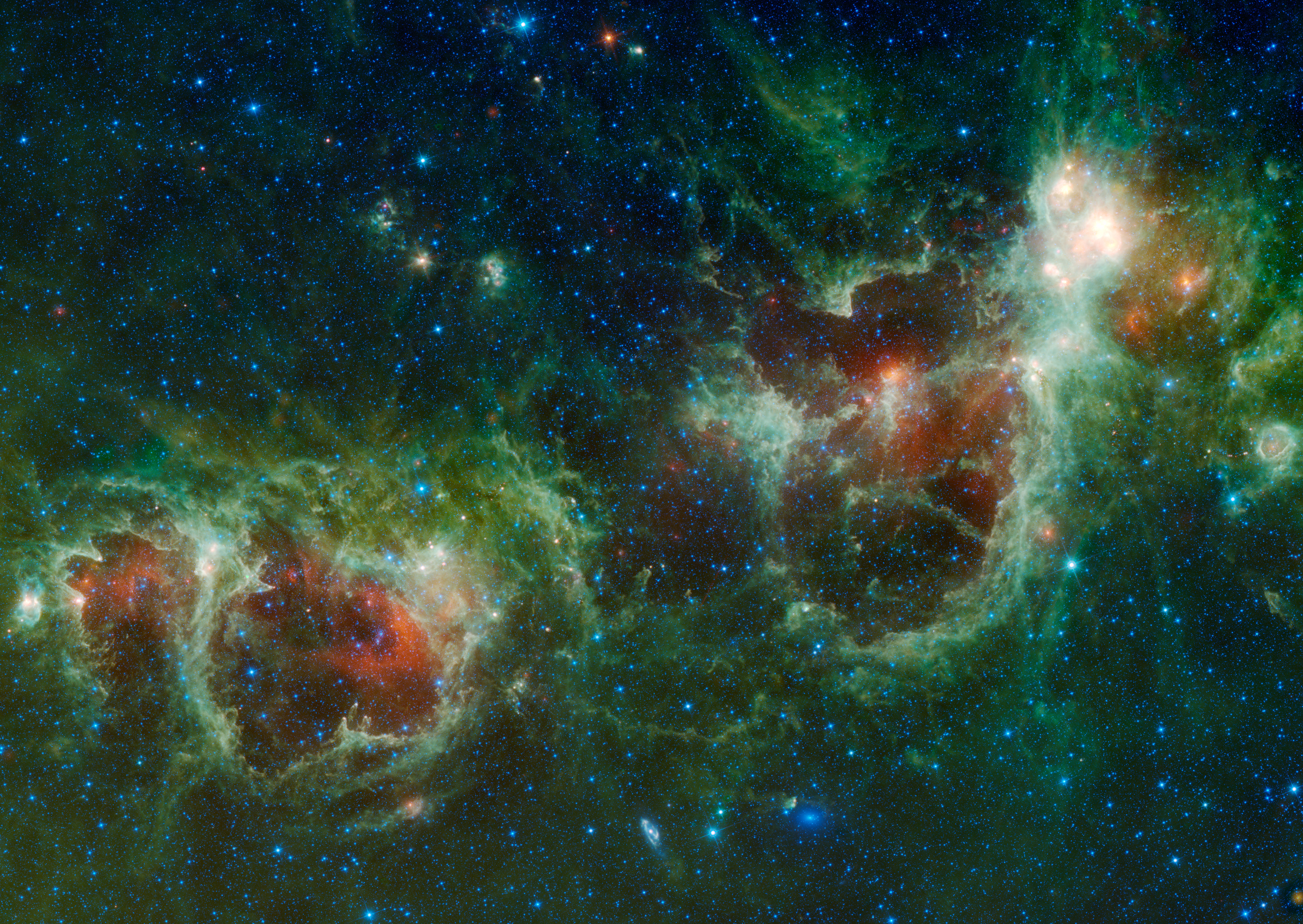
Спиральная галактика Maffei 2 находится вблизи нижнего края изображения.